# 卡雷尔·哈特曼
卡雷尔·哈特曼（捷克語：Karel Hartmann，1885年7月6日—1944年10月16日），生于普日布拉姆縣，捷克男子冰球运动员。他曾代表捷克斯洛伐克参加1920年夏季奥林匹克运动会冰球比赛，获得一枚铜牌。